# Rivetina pulisangini
Rivetina pulisangini es una especie de mantis de la familia Mantidae.

## Distribución geográfica
Se encuentra en Tayikistán.